# 34194 Serenajing
34194 Serenajing è un asteroide della fascia principale. Scoperto nel 2000, presenta un'orbita caratterizzata da un semiasse maggiore pari a 2,7569500 au e da un'eccentricità di 0,0512608, inclinata di 5,31822° rispetto all'eclittica.